# 英波協定
英波協定（波斯語：قرارداد ۱۹۱۹；英語：Anglo-Persian Agreement）是一份涉及英國和波斯（伊朗）兩國關於英伊石油公司鑽井開發權的文件。這份「協定」在1919年8月由英國外交大臣喬治·寇松發給波斯政府，文件擔保英國可以得到伊朗的油田（包括俄國勢力範圍內的5個北部省份），而英方則提供軍需品及軍備、二百萬英鎊借款以進行「必要的改革」、修訂關稅及勘察和建造鐵路。
這份協定被國際譴責為霸權主義，特別是同樣有意獲得伊朗油田的美國。英波協定在1921年6月22日被伊朗議會廢止。

## 註腳
1. ↑  Kedourie & Kedourie 1980，第188頁